# SS Andes (1852)
SS Andes byl parník vybudovaný roku 1852 v loděnicích William Denny & Co. v Dumbartonu. 18. srpna 1852 byl spuštěn na vodu a 8. prosince téhož roku vyplul na svou první plavbu Liverpool-New York. V roce 1854 sloužil jako nemocniční loď v krymské válce a roku 1859 byl prodán do Španělska.